# Rzemlik osinowiec
Rzemlik osinowiec (Saperda populnea) – owad z rzędu chrząszczy. Długość ciała 9-15 mm.
Owady dorosłe występują od maja do lipca. Żerują na topolach, osikach, rzadziej wierzbach. Żywią się liśćmi, a także korą i łykiem tych drzew. Samice składają jaja w szparach kory topól z gatunków topola osika, topola biała i topola czarna. Jaja są składane pod korą młodych pędów o grubości poniżej 1 cm. Samica wygryza początkowo szparę w łyku, a później dwa nacięcia w korze tworzące razem zarys podkowy. W takim nacięciu samica umieszcza pomiędzy drewnem i łykiem jajo. Larwy początkowo żerują pod korą, później wgryzają się w drewno. Larwy zimują dwukrotnie, później przepoczwarzają się.
Rzemlik topolowiec występuje w lasach prawie całej Europy i północnej Azji.